# Paracanthomysis hispida
Paracanthomysis hispida är en kräftdjursart som beskrevs av Ii 1936. Paracanthomysis hispida ingår i släktet Paracanthomysis och familjen Mysidae. Inga underarter finns listade i Catalogue of Life.